# Raphael Haaser
Raphael Haaser (* 17. September 1997 in Innsbruck, Tirol) ist ein österreichischer Skirennläufer. Er gehört dem Nationalteam des Österreichischen Skiverbandes an und startet vor allem in den Disziplinen Super-G und Riesenslalom. 2025 wurde er Weltmeister im Riesenslalom sowie Vizeweltmeister im Super-G.

## Biografie
Haaser startet für den Skiclub SV Achensee. Seit September 2013 nimmt er an FIS-Rennen teil. Beim Europäischen Olympischen Winter-Jugendfestival 2015 gewann er jeweils im Slalom und im Mannschaftswettbewerb die Goldmedaille. Bei den Juniorenweltmeisterschaften 2017 in Åre gewann Haaser Silber im Super-G sowie Bronze in der Abfahrt. Ein Jahr später konnte er sich bei den Juniorenweltmeisterschaften 2018 in Davos die silberne Medaille in der alpinen Kombination erkämpfen.
Im Europacup errang er am 12. Dezember 2018 mit Platz 2 im Super-G von St. Moritz seine erste Podiumsplatzierung. In dieser Disziplin konnte er am 12. Februar 2020 in Sella Nevea auch seinen ersten Europacupsieg feiern. Zwei Wochen später startete er erstmals im alpinen Skiweltcup. Beim Super-G von Hinterstoder am 29. Februar 2020 gewann er auf Anhieb mit Platz 23 seinen ersten Weltcuppunkte.
Mit Platz 1 in der Super-G Gesamtwertung nach der Europacupsaison 2019/20 sicherte er sich in dieser Disziplin einen Fixplatz für die Weltcupsaison 2020/21. Die Gesamtwertung beendete er hinter dem überlegenen Norweger Atle Lie McGrath auf Platz 2. Ebenfalls den zweiten Europacup-Gesamtrang belegte er in der Saison 2020/21, hinter Maximilian Lahnsteiner.
Bei den Weltmeisterschaften 2023 gewann er überraschend die Bronzemedaille in der Kombination, nur 24 Stunden nachdem dieser Erfolg auch seiner Schwester Ricarda gelungen war.
Nachdem Haaser Ende Jänner 2025, nach einer kurzen Verletzungspause, beim Super-G in Kitzbühel den 2. Platz hinter Marco Odermatt belegte, holte er sich am 7. Februar bei der Weltmeisterschaft in Saalbach-Hinterglemm die Silbermedaille im Super-G und damit den Vizeweltmeister-Titel, abermals hinter Odermatt. Am 14. Februar 2025 gewann er zudem den WM-Riesentorlauf und somit gleichzeitig sein erstes Rennen auf höchstem Niveau. Zuvor war er noch nie auf dem Podest eines Weltcup-Riesentorlaufs gestanden.
Einen Monat später, im März 2025, verlor er bei einem schweren Sturz beim Riesenslalom in Hafjell drei Zähne.
Haaser ist mit der deutschen Skirennläuferin Fabiana Dorigo liiert.

## Erfolge

### Olympische Spiele
- Peking 2022: 7. Alpine Kombination, 11. Riesenslalom

### Weltmeisterschaft
- Courchevel/Méribel 2023: 3. Alpine Kombination, 5. Super-G, 13. Riesenslalom
- Saalbach 2025: 1. Riesenslalom, 2. Super-G

### Weltcup
- 17 Platzierungen unter den besten zehn, davon 5 Podestplätze

### Weltcupwertungen
| Saison  | Gesamt | Gesamt | Abfahrt | Abfahrt | Super-G | Super-G | Riesenslalom | Riesenslalom |
| Saison  | Platz  | Punkte | Platz   | Punkte  | Platz   | Punkte  | Platz        | Punkte       |
| ------- | ------ | ------ | ------- | ------- | ------- | ------- | ------------ | ------------ |
| 2019/20 | 146.   | 8      | –       | –       | –       | –       | 50.          | 8            |
| 2020/21 | 86.    | 58     | –       | –       | 28.     | 51      | 51.          | 7            |
| 2021/22 | 41.    | 210    | –       | –       | 8.      | 170     | 25.          | 40           |
| 2022/23 | 30.    | 274    | –       | –       | 15.     | 141     | 15.          | 133          |
| 2023/24 | 15.    | 408    | 45.     | 23      | 3.      | 271     | 21.          | 114          |
| 2024/25 | 24.    | 325    | 55.     | 6       | 10.     | 225     | 23.          | 94           |

### Europacup
- Saison 2019/20: 2. Gesamtwertung, 1. Super-G Wertung, 10. Kombinationswertung
- Saison 2020/21: 2. Gesamtwertung, 5. Super-G-Wertung, 8. Riesenslalomwertung, 10. Abfahrtswertung
- 11 Podestplätze, davon 4 Siege:

| Datum             | Ort                   | Land       | Disziplin    |
| ----------------- | --------------------- | ---------- | ------------ |
| 12. Februar 2020  | Sella Nevea           | Italien    | Super-G      |
| 14. Februar 2020  | Sella Nevea           | Italien    | Super-G      |
| 2. Dezember 2020  | Hochgurgl             | Österreich | Riesenslalom |
| 21. Dezember 2020 | Altenmarkt-Zauchensee | Österreich | Super-G      |

### Juniorenweltmeisterschaften
- Åre 2017: 2. Super-G, 3. Abfahrt
- Davos 2018: 3. Kombination, 6. Super-G, 7. Riesenslalom, 15. Abfahrt

### Weitere Erfolge
- Goldmedaille beim Europäischen Olympischen Winter-Jugendfestival 2015 mit der Mannschaft und im Slalom
- 5 Siege in FIS-Rennen